# مجاهدین بوسنیایی
مجاهدین بوسنیایی (بوسنیایی: Bosanski mudžahedini)، ال موداهید (از عربی: مجاهد، مجاهد) نیز نامیده می‌شوند، داوطلبان مسلمان خارجی بودند که در جنگ بوسنیایی (مسلمان بوسنیایی) در جنگ بوسنی ۱۹۹۲–۱۹۹۵ جنگیدند. آنها برای اولین بار در نیمه دوم سال ۱۹۹۲ با هدف کمک به هم کیشان مسلمان بوسنیایی خود در نبردها علیه نیروهای صرب و کروات وارد مرکز بوسنی شدند. بیشتر آنها از شمال آفریقا، خاور نزدیک و خاور میانه آمده‌اند. برآورد تعداد آنها از ۵۰۰ تا ۶۰۰۰ متفاوت است.